# Melomys cooperae
Melomys cooperae là một loài động vật có vú trong họ Chuột, bộ Gặm nhấm. Loài này được Kitchener, in Kitchener & Maryanto miêu tả năm 1995.